# Médaille commémorative de la bataille de la Somme
La médaille commémorative de la bataille de la Somme frappée par la monnaie de Paris, est une décoration associative Française destinée à distinguer les soldats Français où alliés qui ont pris part aux batailles de la Somme au cours des deux guerres mondiales : 1914-18 et 1940. Elle a été créée le 1er juillet 1956 pour regrouper les anciens combattants, association "Ceux de la Somme".

## Caractéristique
- Insigne : en bronze d'un module de 27 mm, cette médaille comporte sur l'avers la Marianne allongée, en dessous d'elle deux personnages se protégeant avec deux boucliers gravés du coq Français, pointant leurs lances, en dessous d'eux il est gravé l'inscription Batailles de la Somme juillet-novembre MCM XVI. Sur le revers il est gravé Combattants de la Somme 1914-1918-1940.
- Ruban : jaune avec une bande centrale bleu foncé de 10 mm.